# Пафос (футбольный клуб)
«Пафос» (греч. Πάφος FC) — кипрский футбольный клуб из одноименного города, образованный в 2014 году путём слияния клубов АЕП и АЕК Куклия. Выступает в высшей футбольной лиге Кипра. Чемпион и обладатель кубка Кипра. Домашние матчи играет на стадионе имени Стелиоса Кириакидеса.

## История
ФК "Пафос" был основан 10 июня 2014 года в результате объединения "АЭП" Пафос (основан в 2000 году) и "АЕК Куклия" (основан в 1968 году) — двух наиболее известных футбольных клубов, представлявших регион Пафоса. Объединение было продиктовано стремлением создать более сильную и конкурентоспособную команду, представляющую весь город. Название "Pafos FC" было выбрано для подчёркивания связи с местным сообществом, отражая дух единства, региональной гордости и общих устремлений.
Слияние стало продолжением давней футбольной традиции города, в которую ранее внесли вклад такие клубы, как "АПОП" Пафос и «Эвaгорас» Пафос, сыгравшие важную роль в формировании спортивной идентичности региона. Первым тренером команды был Радмило Иванчевич, который ранее тренеровал "АЭП". В первом своем сезоне 2014/15, ФК "Пафос" выступал во втором дивизионе чемпионата Кипра.
В течение первых лет клуб формировался, пытаясь найти себя в противостояниях с более именитыми соперниками по лиге. С приходом в 2023 году на пост главного тренера испанского специалиста Хуана Карлоса Карседо, у команды появился собственный стиль, что не заставило ждать награды. "Пафос" вышел в финал Кубка Кипра 2024, где одержал победу над титулованным соперником ФК "Омония" из Никосии на их же стадионе со счетом 3:0. Победа в кубке дала команде право участвовать в отборочных матчах к групповому этапу Лиги Европы.
Сезон 2024/2025 начался с квалификаций в ЛЕ, но после двух поражений от шведского "Эльфсборга", "Пафос" покинул турнир и перешел в Лигу Конференций. В ней, одержав победы над такими командами как литовский "Жальгирис", болгарский "ЦСКА 1948", в квалификационных раундах, а затем над казахстанской "Астана", словенской "Целе", в групповой стадии, клуб дошел до 1/8 финала, где снова уступил шведам, на этот раз из клуба "Юргорден". Это позволило "Пафосу" сосредоточиться на внутреннем чемпионате.
За два тура до окончания календаря, ФК "Пафос" впервые в истории выиграл титул чемпиона Кипра. Символично, что чемпионство было добыто в принципиальном матче с ФК "Арис", который на протяжении всего чемпионата шел на втором месте, не отпуская пафиан в отрыв. В решающем противостоянии "Пафос" победил со счетом 4:0, обеспечив себе недостижимую разницу по очкам. До самого конца сохранялась интрига, сможет ли ФК "Пафос" взять дубль в сезоне. Кроме победы в чемпионате, команда вышла в финальный матч Кубка Кипра 2024/2025, но, в итоге, обладателем кубка стала команда "АЕК" из Ларнаки.
Старт сезона 2025/2026 ознаменовался борьбой за право выхода в групповую стадию Лиги Чемпионов. После первых четырех матчей, клуб сотворил сразу две сенсации, сначала пройдя самый титулованный клуб Израиля "Маккаби" Тель-Авив (1:1 дома и 0:1 на выезде), а затем грозное "Динамо" из Киева (0:1 в гостях и 2:0 дома).
Несмотря на свою относительно недолгую историю, ФК "Пафос" стремится к создать вокруг себя максимально дружелюбную атмосферу, основываясь на высоких стандартах, профессионализме и активном взаимодействии с сообществом. Контакт с болельщиками поддерживается через все возможные каналы, прежде всего, через все популярные платформы мировой сети. 
Клуб выступает в сине-белых цветах, символизирующих приморский характер города, морское наследие и ясное небо Кипра. 

## Достижения
- Чемпионат Кипра по футболу
  - Чемпион: 2024/2025

- Кубок Кипра по футболу
  - Победитель: 2023/2024
  - Финалист: 2024/2025

## Интересные факты
- На эмблеме клуба изображен поэт Эвагорас Палликаридис — один из героев борьбы за независимость Кипра, казненный британским правительством в возрасте 19 лет за сотрудничество с движением ЭОКА.

- Команда клуба ФК "Пафос" U19 три года подряд (2023-2025) становилась чемпионом молодежной лиги Кипра, взяв в сезоне 2024/2025 почетный дубль, завоевав еще и кубок.

- По итогам сезона 2024/2025 ФК "Пафос" стал лучшим футбольным клубом Кипра, получив награду от Кипрской футбольной ассоциации. Главный тренер ФК "Пафос", Хуан Карлос Карседо получил награду как лучший тренер года,[2] а игрок команды Пепе (Pedro Filipe Figueiredo Rodrigues), - приз лучшему игроку сезона.

- В 2024 году ФК "Пафос" получил приз как лучший спортивный клуб Кипра от ассоциации спортивных журналистов.[3]

- Документальный фильм "ФК Пафос против всего мира" ('Pafos FC Against the world') стал самым популярным документальным фильмом в истории Кипра (более 1,2 миллионов просмотров на Youtube. [4].

## Технические и генеральные спонсоры
| Период                       | Производитель формы | Генеральный спонсор |
| ---------------------------- | ------------------- | ------------------- |
| 2023, 2024, 2025             | Puma SE             | KORANTINA HOMES     |
| 2017, 2018, 2020, 2021, 2022 | Jako                | KORANTINA HOMES     |
| 2019                         | Macron              | KORANTINA HOMES     |